# Gerpa
Gerpa is een bestuurslaag in het regentschap Bener Meriah van de provincie Atjeh, Indonesië. Gerpa telt 111 inwoners (volkstelling 2010).